# Exposició 0,10

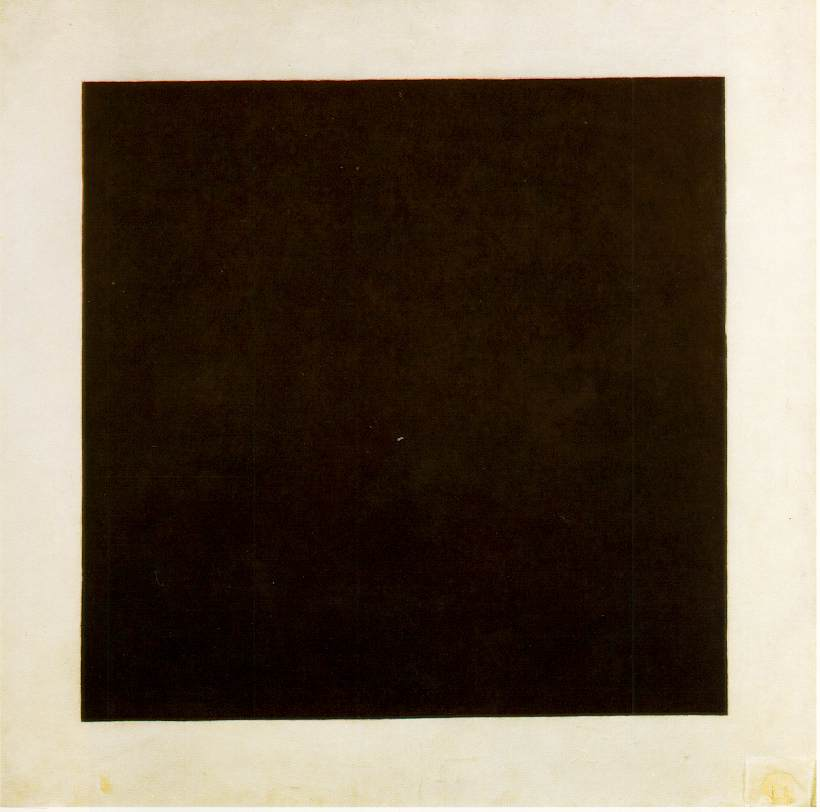
Malèvitx, Quadrat negre, 1915

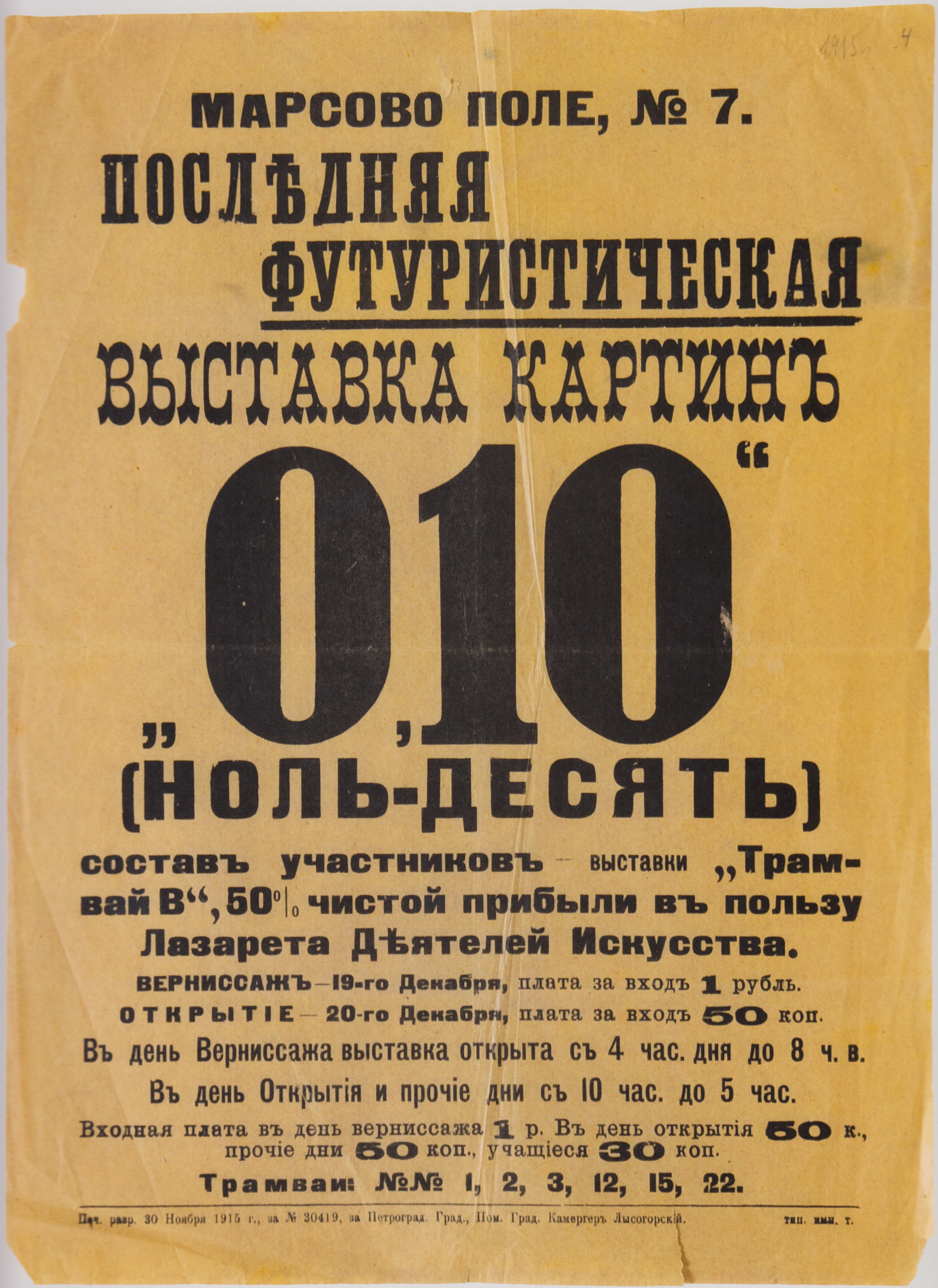
Pòster

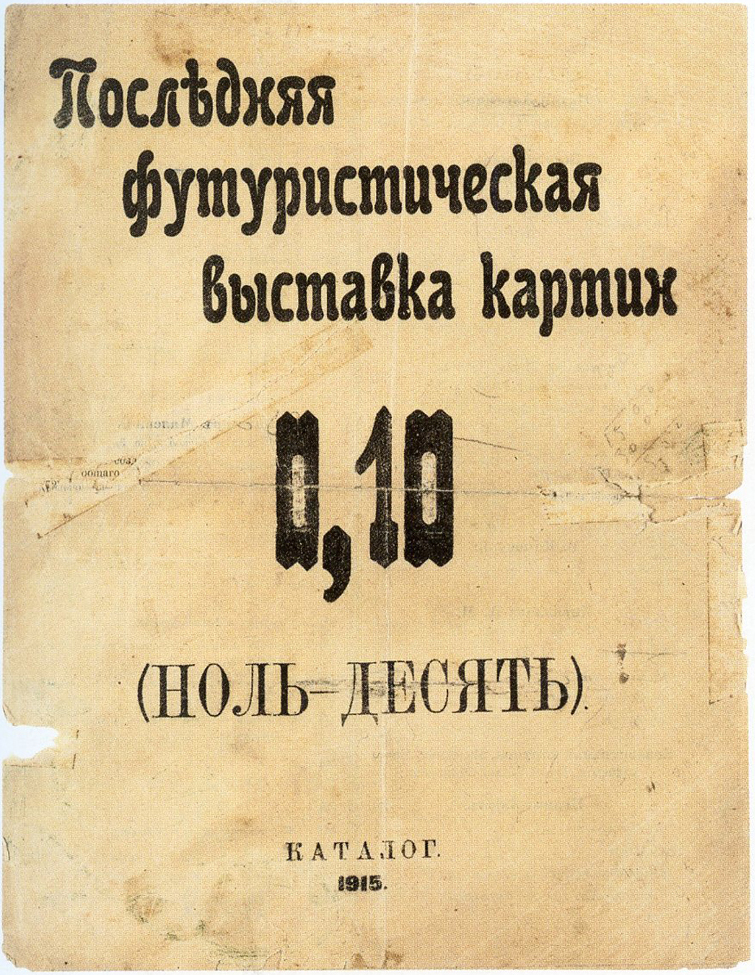
Tapa del catàleg

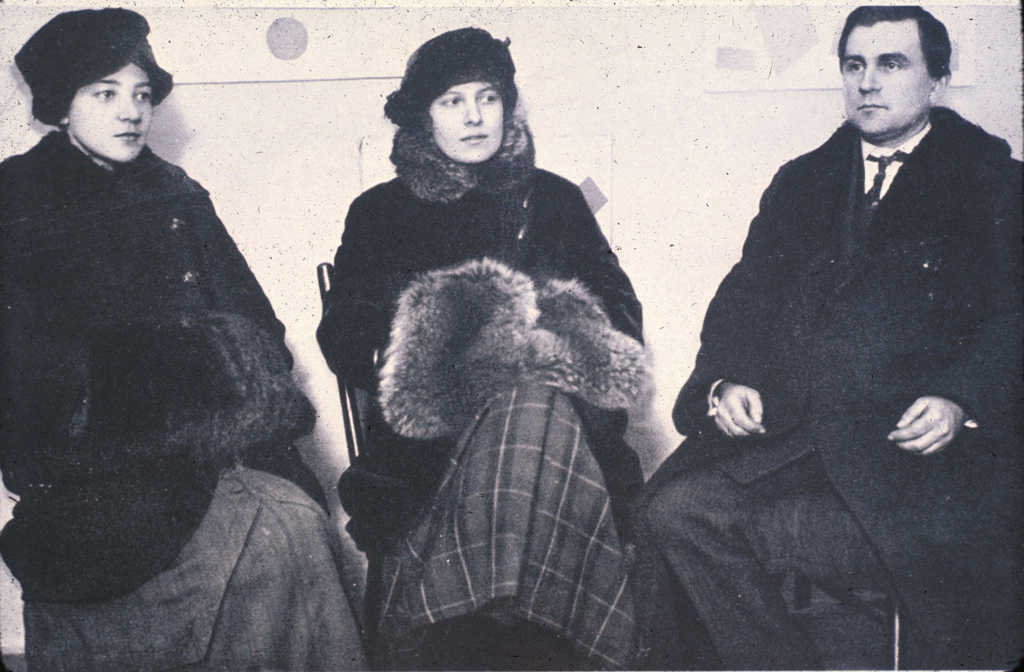
Olga Rózanova, Ksénia Boguslavskaia i Malèvitx a l'exposició.

L'Exposició 0,10 (de nom complet : « Última Exposició Futurista de Pintures 0,10 »; en rus : « Последняя Футуристическая выставка картин 0,10 (Ноль-Десять) ») és una exposició de pintura suprematista i futurista organitzada per Kazimir Malèvitx, Jean Pougny, Ivan Klioune, d'entre un total de catorze artistes, a la galeria d'art Dobychina de Sant Petersburg del 19 de desembre de 1915 al 17 de gener de 1916. Seguia uns quants mesos més tard l'exposició Tramway V, que va tenir lloc la primavera del mateix any 1915.

## Història
Aquesta exposició va fer conèixer una escola artística nova, anomenada suprematisme. Cal remarcar, però, que cap de les teles de l'exposició estaven catalogades com a "suprematistes". Malèvitx ho explicava així: « A l'hora de titular algunes d'aquestes pintures, no he volgut marcar la forma que s'hi havia de trobar, sinó més aviat que les formes reals serveixen de fonament a les masses informes constitueixen un quadre, sense cap relació amb les formes existents a la natura ». El zero de 0,10 volia dir que després de la destrucció del món antic de l'art, se n'estrenaria un de nou. Es refereix també al desè país, on a l'òpera Victòria sobre el sol (de què Malèvitx va pintar la decoració) se situa el món de la no-objectivitat. El zero evoca també el pas iniciàtic com a símbol purificador, dels catorze artistes guiats per Malèvitx cap a l'abstracció.
El deu volia significar que hi havia una desena d'artistes a l'exposició. N'hi va haver, de fet, catorze. Malèvitx va situar el seu Quadrilàter (Quadrat negre sobre fons blanc) en l'angle format per dos parets, subratllant l'estatus excepcional d'aquesta obra. Segons la cultura russa, aquest és el lloc que es reservava a les icones sagrades. A partir de llavors va passar a considerar tota la paret com una composició suprematista i va fer canviar el sentit dels enfrontaments entre les seves obres en funció del conjunt de quadres sobre la paret.
Malevitch va presentar 39 pintures realitzades secretament durant l'estiu de 1915 en el seu taller. Per ell, l'eliminació de tota referència a l'objecte, la tabula rasa de tots els significats antics obre el camí a la universalitat dels signes, i, per tant, a la multiplicitat infinita de significats.
Quadrat negre venia en cap, no només per la seva localització, sinó perquè el seu títol era el més directe i el més evident. Els altres quadres tenien per títol Masses pictòriques bidimensionals en moviment, o Realisme pictòric del futbolista.
Aquesta simplicitat en el títol indica sens cap dubte que ja era conegut, continuació de l'òpera Victòria sobre el sol.
Després de l'exposició, Malèvitx considera de crear una revista que s'anomenaria Zero. Va ser finalment la paraula llatina Supremus que es va triar. Així es donava una tonalitat estrangera al lèxic i al món eslau, paradoxalment, molt futurista.
El novembre de 1916, al saló anual del Valet de Carreau, la majoria dels artistes del 0,10 van presentar novament els seus nous quadres cubo-futuristes. Però la guerra va ocupar les ments, i aviat els combats, el desordre, i la fam van ser una amenaça.

## Les catorze artistes

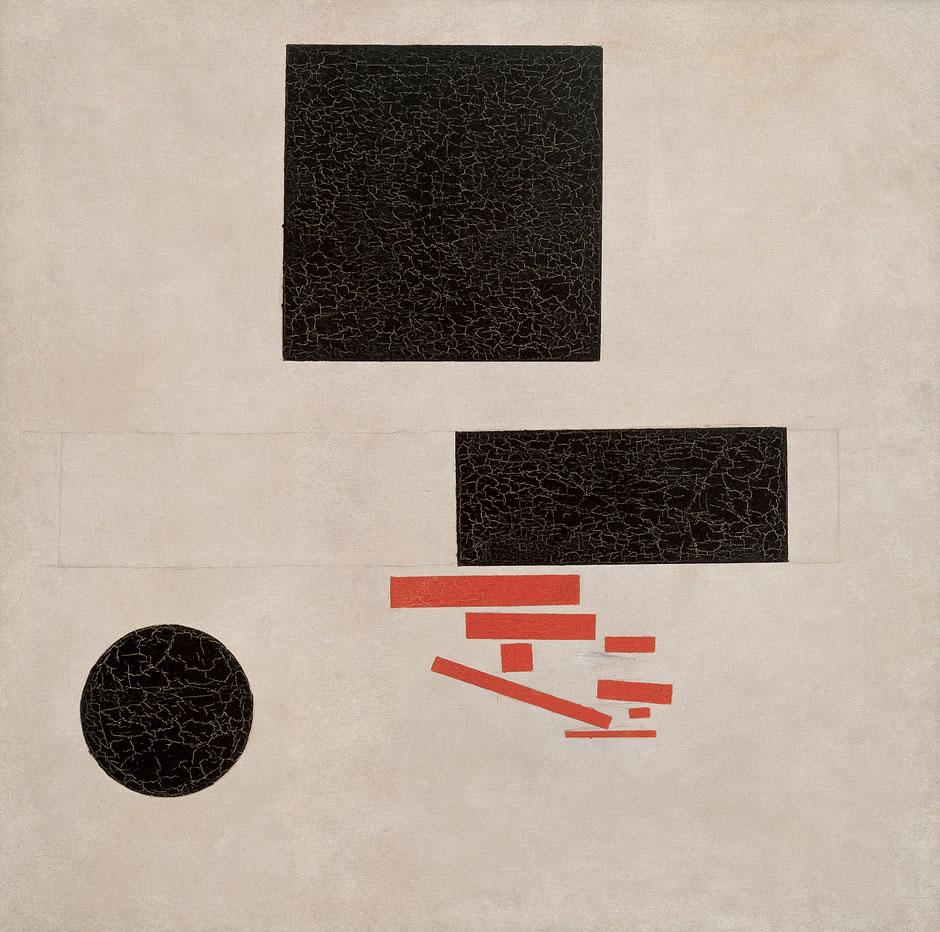
Malèvitx, Composició suprematista, 1915

- Kazimir Malèvitx
- Jean Pougny
- Ivan Kliun
- Vladímir Tatlin
- Liubov Popova
- Olga Rózanova
- Natan Altman
- Nadejda Oudaltsova
- Vassili Kamenski
- Ksenia Bogouslavskaia
- Vera Pestel
- Maria Ivanovna Vasilieva
- Anna Machailovna Kirillova
- Mikhaïl Menkov